# Diego Opazo
Diego Alexi Opazo González (Villarrica, Araucanía, Chile, 2 de febrero de 1991) es un futbolista chileno. Juega de defensa en Deportes Copiapó de la Primera B de Chile.

## Trayectoria

### Universidad Católica
Proviene de las divisiones inferiores de Universidad Católica. En la temporada 2011 fue ascendido al primer equipo por el técnico Juan Antonio Pizzi. Su debut como titular ocurrió el 19 de febrero de 2011 en un partido contra Huachipato. Posteriormente jugó de titular frente a Palestino, partido que fue triunfo de la UC 2-1.
Ingresó en el segundo tiempo por Felipe Gutiérrez en el partido de vuelta por la semifinal de los Play Offs del Torneo Apertura 2011 ante Unión La Calera, encuentro en el que su equipo, la UC, ganó 1-0 y accedió a la final. En este periodo en la UC, Opazo estaba siempre en un segundo plano.
Después del Apertura 2011, Opazo es titular indiscutible en la Cuarta fase de la Copa Chile 2011, y jugaría contra Colo Colo, Ñublense y Naval de Talcahuano, ya que la Cuarta fase de este torneo la UC jugó con una plantilla conformada por juveniles. En Copa Chile Opazo gana mucha experiencia y también se corona campeón con la UC en este torneo, el cual sería su primer título como profesional.
Al mismo tiempo en el Clausura 2011, Opazo solamente jugaría un partido, haciéndolo de titular contra Santiago Wanderers.
El año 2012 parte en calidad de préstamo a Deportes Concepción por un año en la Primera B, con el fin de que gane experiencia y sea un jugador más completo.

### Deportes Concepción
El técnico de Deportes Concepción lo considera en su equipo, ya que en una conferencia de prensa dice que es un jugador muy joven y con una buena proyección. Es titular en el equipo de Concepción, en el cual ha jugado la mayoría de los partidos del Apertura de la Primera B, jugando muy bien contra equipos como Coquimbo Unido, Curicó Unido, Unión Temuco, entre otros equipos.
Marca su primer gol a Deportes Puerto Montt y marca su segundo gol frente a Everton. Posteriormente el 19 de agosto de 2012 marca un gol contra Barnechea FC, en la derrota por 4-2 de Deportes Concepción.

### San Marcos de Arica
Al terminar su préstamo en Deportes Concepción, vuelve a la Universidad Católica, sin embargo no es considerado por el técnico Martín Lasarte, por lo tanto es mandado nuevamente de préstamo por 1 año, al club San Marcos de Arica.

## Estadísticas
| Universidad Católica · Chile                                                                                         | 1ª            | 2011          | 11  | 0  | 1  | 0 | 1 | 0 | 13  | 0  |
| Deportes Concepción · Chile                                                                                          | 2ª            | 2012          | 36  | 3  | 4  | 0 | - | - | 40  | 3  |
| Deportes Concepción · Chile                                                                                          | Total club    | Total club    | 36  | 3  | 4  | 0 | 0 | 0 | 40  | 3  |
| San Marcos de Arica · Chile                                                                                          | 1ª            | 2013          | 12  | 0  | -  | - | - | - | 12  | 0  |
| San Marcos de Arica · Chile                                                                                          | Total club    | Total club    | 12  | 0  | 0  | 0 | 0 | 0 | 12  | 0  |
| Universidad Católica · Chile                                                                                         | 1ª            | 2013-14       | 1   | 0  | 3  | 0 | - | - | 4   | 0  |
| Lota Schwager · Chile                                                                                                | 2ª            | 2013-14       | 17  | 0  | -  | - | - | - | 17  | 0  |
| Lota Schwager · Chile                                                                                                | Total club    | Total club    | 17  | 0  | 0  | 0 | 0 | 0 | 17  | 0  |
| Universidad Católica · Chile                                                                                         | 1ª            | 2014-15       | -   | -  | 2  | 0 | - | - | 2   | 0  |
| Universidad Católica · Chile                                                                                         | Total club    | Total club    | 12  | 0  | 6  | 0 | 1 | 0 | 19  | 0  |
| Curicó Unido · Chile                                                                                                 | 2ª            | 2014-15       | 22  | 0  | 2  | 0 | - | - | 24  | 0  |
| Curicó Unido · Chile                                                                                                 | Total club    | Total club    | 22  | 0  | 2  | 0 | 0 | 0 | 24  | 0  |
| Rangers · Chile | 2ª            | 2015-16       | 8   | 0  | 5  | 1 | - | - | 5   | 1  |
| Rangers · Chile | Total club    | Total club    | 8   | 0  | 5  | 1 | 0 | 0 | 5   | 1  |
| Deportes Santa Cruz · Chile                                                                                          | 3ª            | 2016-17       | 32  | 1  | -  | - | - | - | 32  | 1  |
| Deportes Santa Cruz · Chile                                                                                          | Total club    | Total club    | 32  | 1  | 0  | 0 | 0 | 0 | 32  | 1  |
| Iberia · Chile | 2ª            | 2017          | 11  | 4  | 4  | 1 | - | - | 15  | 5  |
| Iberia · Chile | Total club    | Total club    | 11  | 4  | 4  | 1 | 0 | 0 | 15  | 5  |
| Ñublense · Chile | 2ª            | 2018          | 18  | 0  | 6  | 1 | - | - | 24  | 1  |
| Ñublense · Chile | Total club    | Total club    | 18  | 0  | 6  | 1 | 0 | 0 | 24  | 1  |
| Deportes La Serena · Chile                                                                                           | 2ª            | 2019          | 20  | 0  | 3  | 0 | - | - | 23  | 0  |
| Deportes La Serena · Chile                                                                                           | Total club    | Total club    | 20  | 0  | 3  | 0 | 0 | 0 | 23  | 0  |
| Deportes Puerto Montt · Chile                                                                                        | 2ª            | 2019          | 1   | 0  | -  | - | - | - | 1   | 0  |
| Deportes Puerto Montt · Chile                                                                                        | 2ª            | 2020          | 26  | 0  | -  | - | - | - | 26  | 0  |
| Deportes Puerto Montt · Chile                                                                                        | 2ª            | 2021          | 29  | 2  | 2  | 0 | - | - | 31  | 2  |
| Deportes Puerto Montt · Chile                                                                                        | 2ª            | 2022          | 18  | 0  | 2  | 0 | - | - | 20  | 0  |
| Deportes Puerto Montt · Chile                                                                                        | Total club    | Total club    | 74  | 2  | 4  | 0 | 0 | 0 | 78  | 2  |
| Total carrera | Total carrera | Total carrera | 262 | 10 | 34 | 3 | 1 | 0 | 297 | 13 |
| (1) Incluye datos de Copa Chile. (2) Incluye datos de Copa Libertadores. (3) No incluye goles en partidos amistosos. |               |               |     |    |    |   |   |   |     |    |

## Palmarés

### Campeonatos nacionales
| Título     | Club                 | País  | Año  |
| ---------- | -------------------- | ----- | ---- |
| Copa Chile | Universidad Católica | Chile | 2011 |

- Datos: Q5274758